# Margarete von Brabant

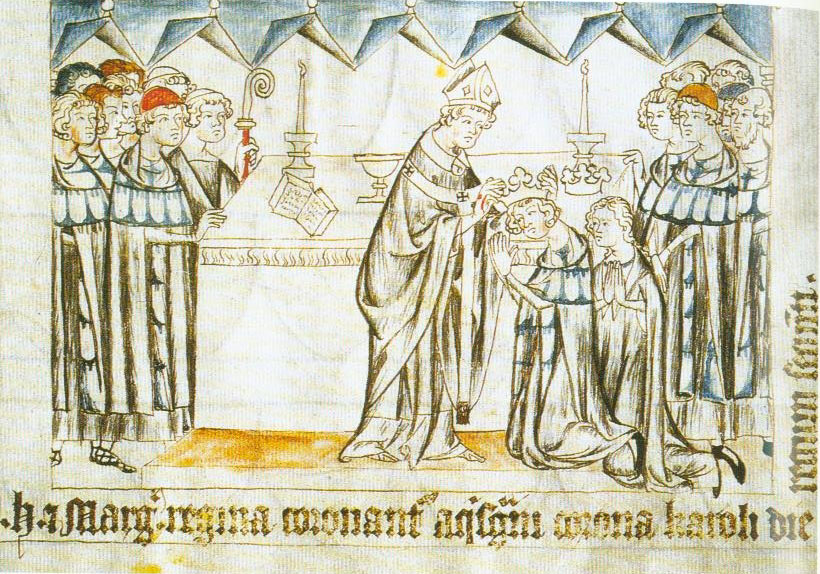
Aachener Krönung Heinrichs VII. und Margaretes von Brabant am 6. Januar 1309, Bilderchronik des Kurfürsten Balduin von Trier, Trier um 1340, (Landeshauptarchiv Koblenz, Bestand 1C Nr. 1)

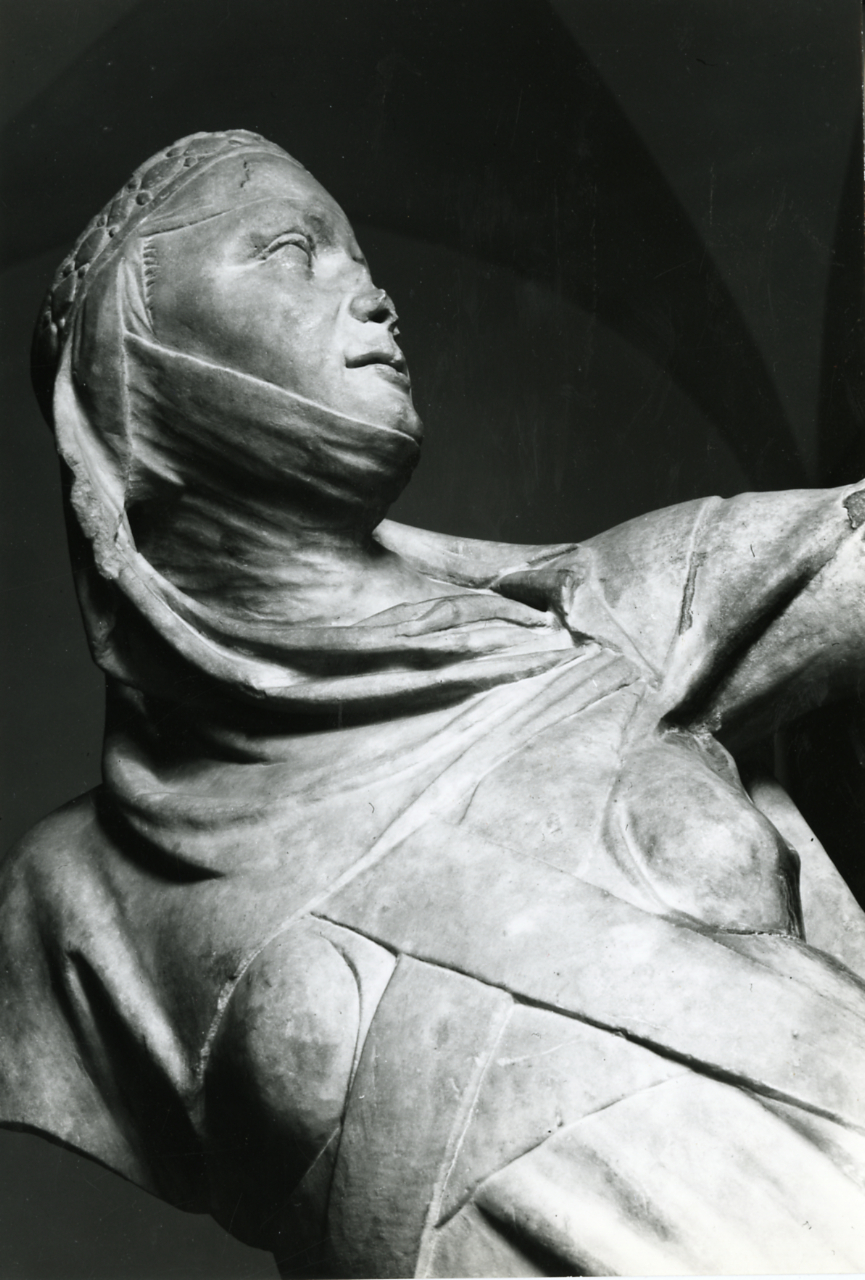
Fragmente des Genueser Grabmals der Königin Margarete (✛ 1311) von Giovanni Pisano 1313–14. Foto von Paolo Monti.

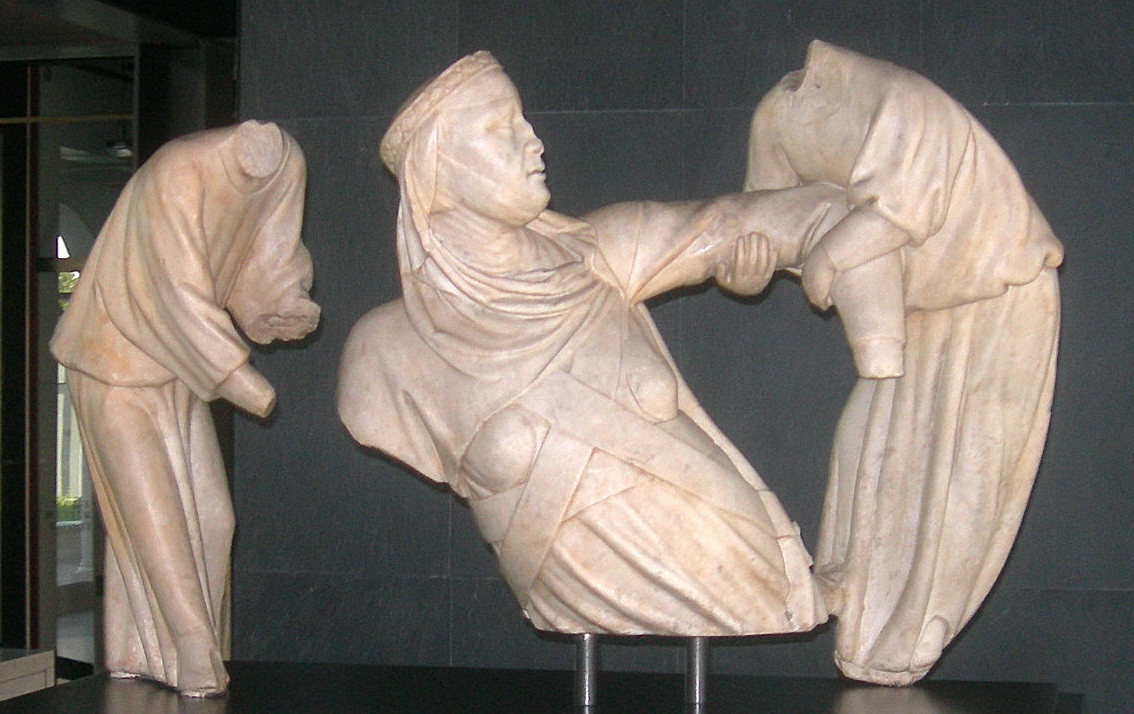
Fragmente zweier Engel, die die Königin zum Himmel erheben

Margarete von Brabant (* 1275/1276; † 14. Dezember 1311 in Genua) war die Frau Heinrichs VII. von Luxemburg und ab ihrer Krönung 1309 römisch-deutsche Königin.
Margarete war eine Tochter des Herzogs Johann I. von Brabant und seiner zweiten Gattin Margarete von Flandern. Sie war im Rahmen der Verständigungspolitik mit dem Hause Luxemburg (aufgrund der Feindschaft, die aus der Schlacht von Worringen resultierte) 1292 mit dem jungen Grafen Heinrich von Luxemburg verheiratet worden. Der Ehe verlief anscheinend glücklich. Sie hatten einen Sohn, Johann von Luxemburg (1296–1346), und zwei Töchter: Maria (1304–1324), seit 1322 Königin von Frankreich, und Beatrix (1305–1319), seit 1318 Königin von Ungarn. Am Dreikönigstag 1309 wurde sie in Aachen durch den Kölner Erzbischof Heinrich von Virneburg gekrönt.
Margarete begleitete ihren Mann auf dessen Italienzug, als erste Königin seit Konstanze von Aragón. Sie erkrankte während der Belagerung von Brescia, als auch im Heer eine Seuche ausbrach, und verstarb nur wenige Monate später am 14. Dezember 1311 in Genua, wo sie auch begraben liegt. Das für sie im Auftrag Heinrichs 1313–14 errichtete prächtige Grabmal von Giovanni Pisano wurde 1804 zerstört und ist heute nur noch mit fünf Elementen fragmentarisch erhalten (Genua, Palazzo Bianco).
Die Königin wurde bereits zu Lebzeiten für ihren christlichen Lebenswandel und ihre Frömmigkeit gerühmt. Pisanos Darstellung der Verstorbenen wird nicht als Porträt, „sondern als unmittelbar nach dem Tode in den Himmel entrückten Seele“ interpretiert. Italienische Chronisten wie Albertino Mussato und Giovanni de Cermenate beschrieben das Aussehen der Königin mit „...obwohl im 36. Lebensjahr stehend, von jugendlichem Eindruck, mit weißem Teint, dunklen Haaren […] und dem Antlitz und den Äuglein, die beständig zu lächeln schienen“. Zur Identifikation der Königin zeigte Pisano den nach germanischem Brauch die Stirn, das Kinn und den Hals bedeckenden Schleier, und ein nach gallischer Sitte den Körper weit umhüllendes Gewand.